# Post-ВДНХ (выставка)
Post-ВДНХ — художественная выставка, проведённая в 1997 году в Екатеринбургском музее изобразительных искусств.

## Участники
- Булныгин, Дмитрий
- Голиздрин, Александр
- Мизин, Вячеслав Юрьевич
- Еловой, Олег
- Шабуров, Александр Евгеньевич

## О выставке
Выставка «Post-ВДНХ» продолжалась в 1997 году в течение двух недель в стенах Екатеринбургского музея изобразительных искусств в здании по ул. Вайнера, 11. Её организовали и провели участники «Eurokonа» и примкнувший к ним А. Шабуров. Это был «Арт-парад обычных вещей „Post-ВДНХ“», или «художественная выставка товаров народного потребления», где нагородили из предоставленных фирмами-рекламодателями обычных потребительских товаров произведения современного искусства.

## Цитаты
- «Несмотря на серьезность, с которой художники представляли свои странные инсталляции и сооружения, для официальных организаторов эта выставка была воспринята как присвоение художниками возможность как следует и с размахом „похулиганить“. Реально же выставка представляла собой ироническую демонстрацию в миниатюре достижений пост советского народного хозяйства. Это был, своего рода, ремейк в квадрате: в экспозиции, выстроенной по композиции и сценарию всемирно известного московского оригинала, участвовали исключительно готовые вещи — товары потребительского спроса, предоставленные различными коммерческими фирмами. Расположившаяся в залах отдела современного искусства Екатеринбургского музея изобразительных и искусств, выставка привлекла невиданно большой поток посетителей (результат хорошо продуманной и организованной рекламной кампании)»[1] — Юлия Гниренко, 2001.